# 渾神の清水

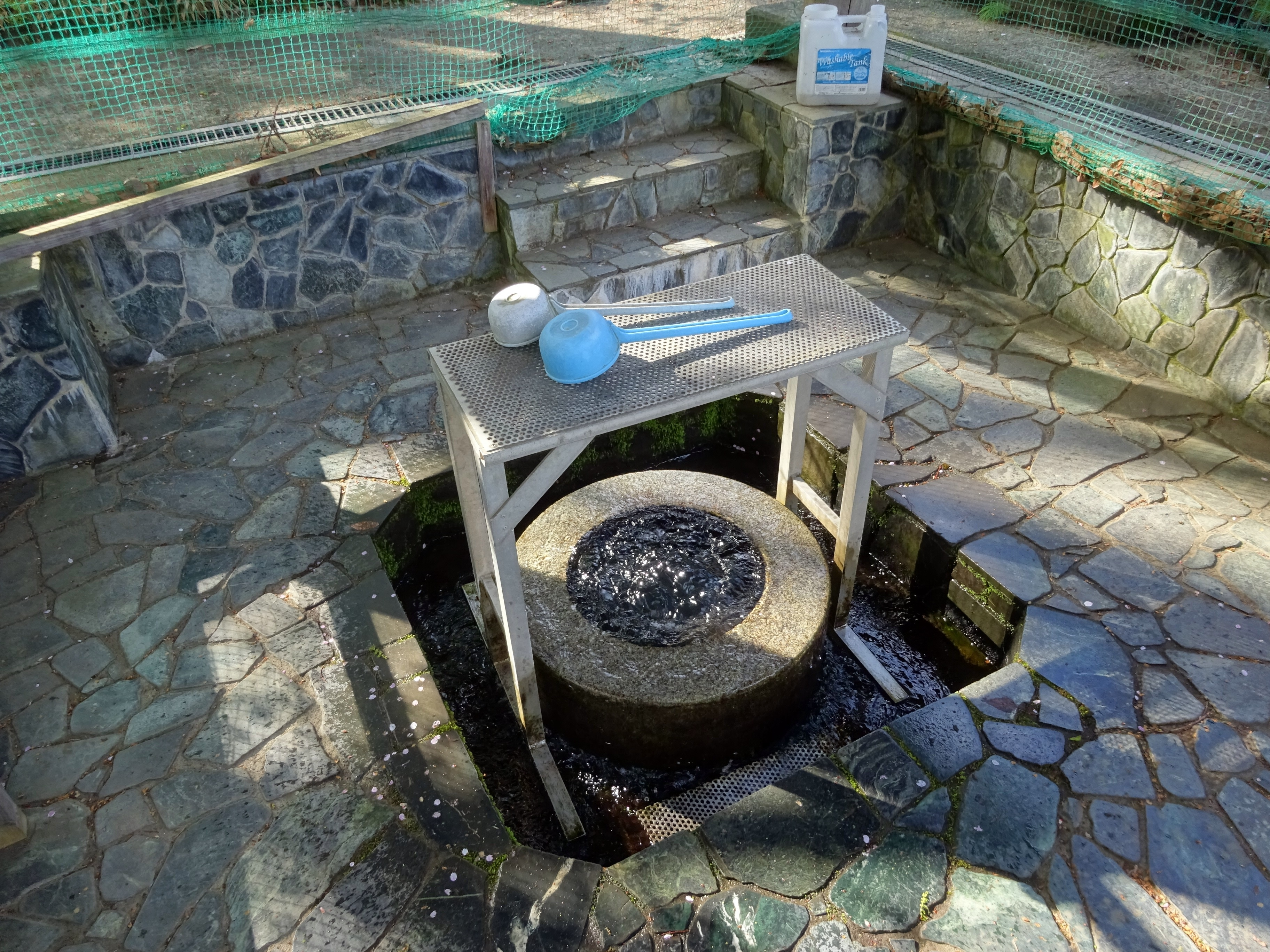
湧水源

渾神の清水（いがみのしつこ）は、青森県平川市唐竹滝の沢にある湧水。1985年（昭和60年）名水百選のひとつに選定された。

## 概要

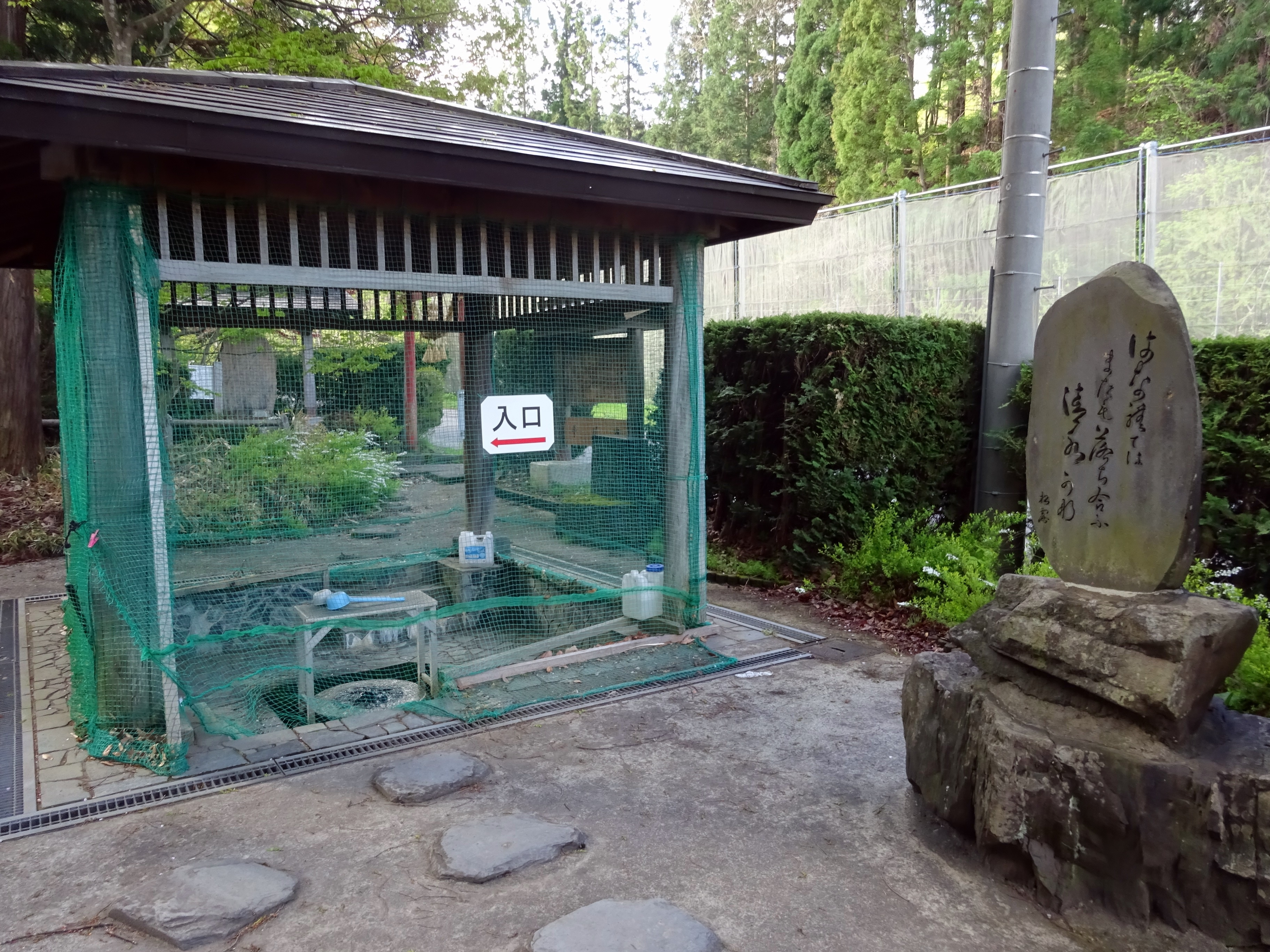
水源はネットが張られ動物や落ち葉の侵入を防いでいる

「渾神の清水」は別名（今神の清水）ともいわれており、眼の神（めのかみ）から渾神（いがみ）の清水と呼ばれるようになったと伝わる。
現在は農業用水等に利用されている。飲用は煮沸が必要である。住民は「霊泉」の碑を置き、祠と鳥居で祀り、周辺の清掃等環境整備に努め、保全を図っている。

## 交通
- 弘南鉄道大鰐線平賀駅下車⇒循環バス唐竹・広船線「芦毛沢温泉前」下車⇒徒歩15分
- 青森県道282号小国本町線